# Fernando Puig Rosado
Fernando Puig Rosado (auch Puig Rosado; * 1. April 1931 in Don Benito, Extremadura; † 25. September 2016) war ein spanischer Maler, Graphiker, Illustrator von Kinderbüchern und Animationsfilmer.

## Leben und Wirken
Nach einem Medizinstudium in Spanien lebte Rosado seit 1960 in Paris, wo er sich zum Illustrator von Kinder- und Jugendliteratur entwickelte. Er zeichnete für Magazine wie Astrapi, J'aime lire, Okapi und Phosphore. Seine Illustrationen erschienen in der Schweiz, in England, Spanien und in Deutschland. Seine Arbeiten für die Werbung, das Fernsehen (Animationsfilme) und für Ausstellungen machten ihn weltweit bekannt.
Er illustrierte mehrere Erzählungen von Pierre Gripari (Contes de la Rue Broca), Evelyne Brisou-Pellen (Les Concombres du roi), und Sylvie Girardet (La Maison des cinq sens und une encyclopédie du monde animal).
Mit Jean-Pierre Desclozeaux und Bonnot gründete er im Jahr 1967 in Avignon die „Société Protectrice de l'Humour“ (Vereinigung zum Schutz und Förderung des Humors), die Ausstellungen mit Künstlern aus der ganzen Welt organisiert.
Als Humorist und Verteidiger der Menschenrechte und der Umwelt veröffentlichte er zusammen mit Henriette Bichonnier ein ironisches Manifest gegen den Krieg (Tetaclak et Poirabaff, 1990) und gründete zusammen mit Sylvie Girardet eine Bürgerinitiative (Vive le civisme, Silence la violence, 2004).
Fernando Puig Rosado hatte zwei Kinder.

## Werke
- Puig Rosados Tierleben. Stalling, Oldenburg, Hamburg 1978, ISBN 3-7979-1670-1.
- Herr Doktor, Herr Doktor! Gerstenberg, Hildesheim 1983, ISBN 3-8067-3006-7.
- Das grosse Rosado-Album. Tierleben – Heiteres Kalendarium – Menschenzoo. Nebelspalter, Rorschach 1985, ISBN 3-85819-079-9.
- Evelyn Reberg, Fernando Puig Rosado: Anna will noch nicht ins Bett. Eichborn, Frankfurt am Main 1994, ISBN 3-8218-3620-2.

## Auszeichnungen
- 1976: „Grand Prix de l'Humour Noir“, Grandville
- 2000: „Grand Prix de l'Humour Tendre“, Saint-Just-le-Martel